# República de Formosa
La República de Formosa (Xinès tradicional: 臺灣民主國, Xinès simplificat: 台湾民主国, pinyin: Táiwān Mínzhǔguó, literalment "Estat Democràtic de Taiwan"), també coneguda com a República de Taiwan, va ser una breu república que es va crear a l'illa de Taiwan l'any 1895, després del tractat de Shimonoseki, pel qual la dinastia Qing va cedir formalment Taiwan a l'imperi del Japó, i que va durar fins a l'arribada de les tropes japoneses i l'assumpció real de la sobirania nipona. A vegades alguns historiadors i polítics l'han reivindicat com la primera república asiàtica, però la primera va ser la República de Lanfang, creada el 1777.

## Proclamació

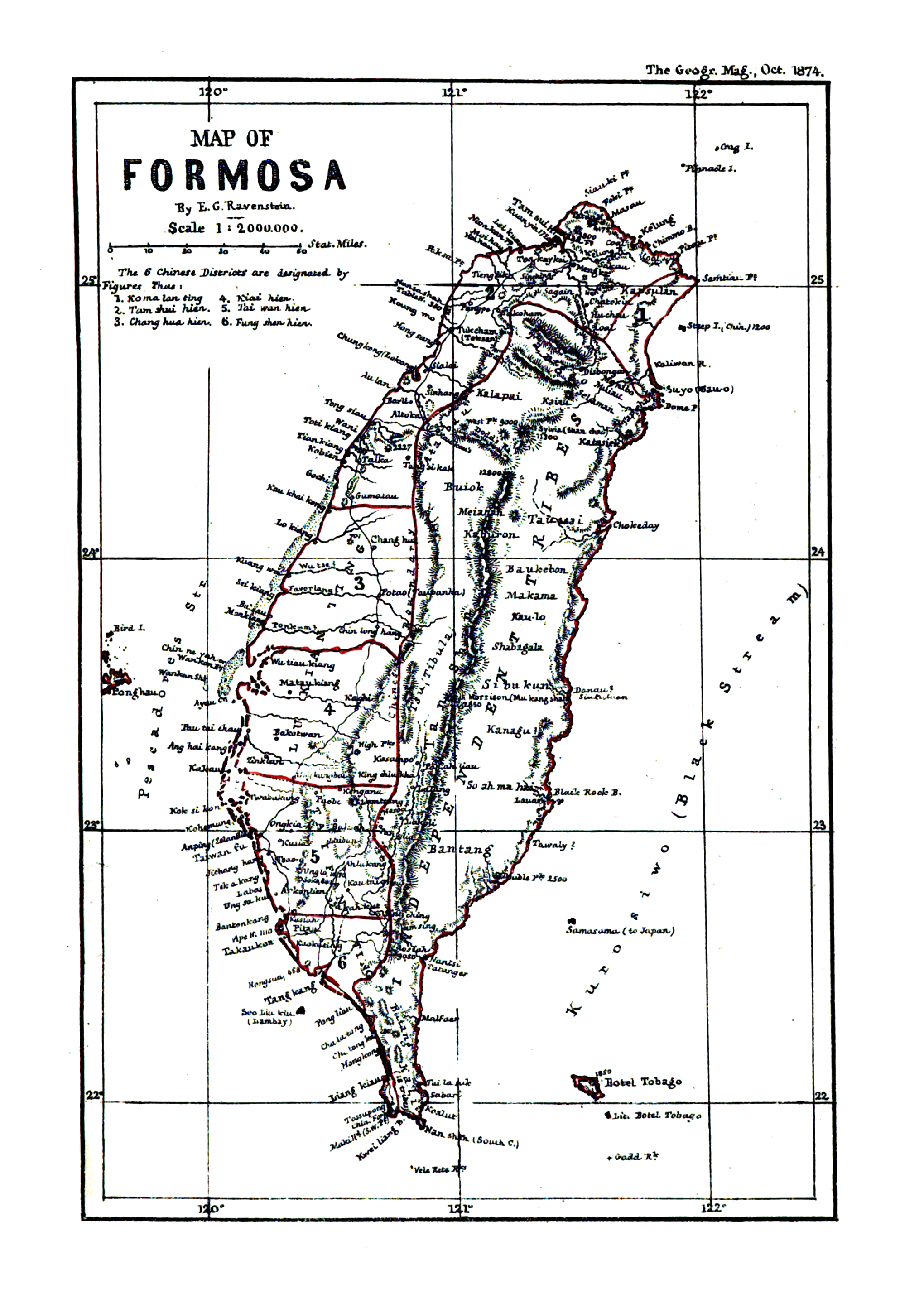
Mapad e Formosa,1874.

La República de Formosa va ser proclamada per un grup d'alts oficials partidaris de la dinastia Qing —molts dels quals van fugir després de la invasió japonesa— i per membres de les classes altes locals amb l'objectiu d'intentar evitar que el Japó s'annexionés l'illa en compliment dels acords pactats al tractat de Shimonoseki. El 24 de maig del 1895 el nou govern va enviar a totes les ambaixades de l'illa una traducció en anglès de la declaració d'independència, i l'endemà mateix van fer la cerimònia oficial; durant la breu existència de la República de Formosa es van adoptar alguns símbols propis dels Estats independents, com ara els segells. Des del començament, els fundadors de la República van declarar obertament la seva lleialtat a la dinastia Qing i es van declarar vassalls de la Xina. El 29 de maig, les forces japoneses al comandament de l'almirall Motonori Kabayama van desembarcar al nord de Taiwan, i en una campanya de cinc mesos van derrotar les forces republicanes i van ocupar les principals ciutats de l'illa. La campanya va acabar efectivament el 21 d'octubre de 1895, amb la fugida de Liu Yongfu, el segon president republicà, i la rendició de la capital republicana Tainan.
Malgrat les aparents semblances, els independentistes taiwanesos actuals refusen qualsevol relació entre la República de Formosa i el Taiwan actual i neguen ser-ne els hereus: la República de Formosa va néixer com un acte de lleialtat a la dinastia Qing, i en canvi avui els defensors d'un Taiwan independent tendeixen a marcar el màxim possible les distàncies amb la Xina.

## Presidents de la República de Formosa

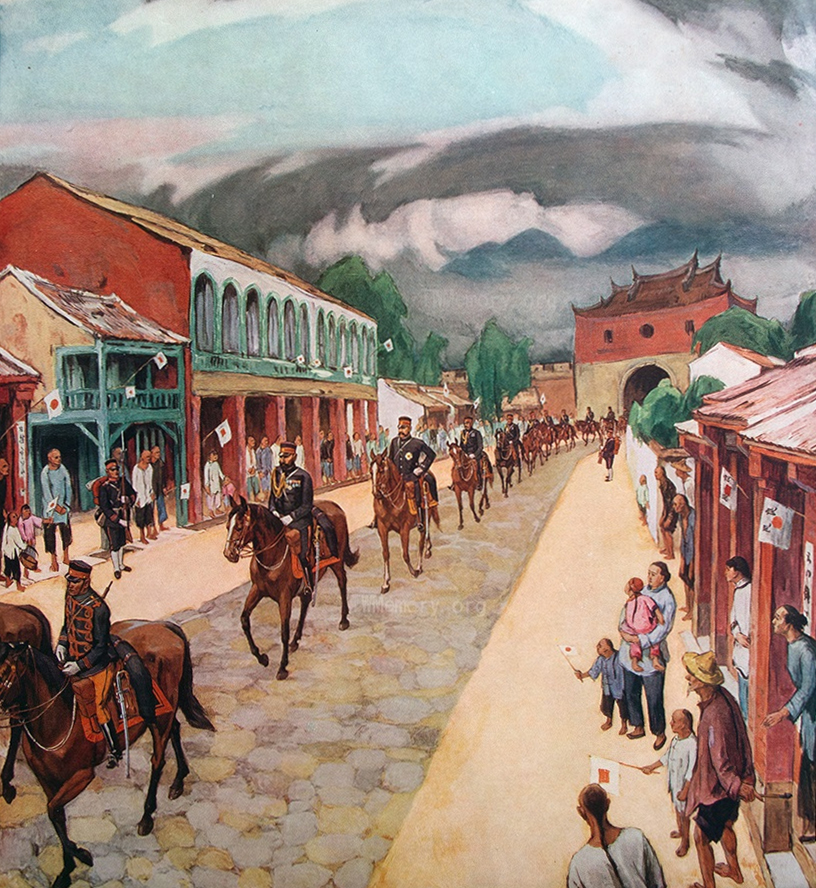
Les forces japoneses entrant a Taipei.

| Núm | Retrat | Nom (Naixement-mort)                                        | Lloc de naixement                 | Duració del càrrec | Duració del càrrec   | Dies |
| --- | ------ | ----------------------------------------------------------- | --------------------------------- | ------------------ | -------------------- | ---- |
| 1   |        | T'ang Ching-sung 唐景崧 Táng Jǐngsōng (1841–1903) President | Guilin, Guangxi, dinastia Qing    | 23 de maig de 1895 | 5 de juny de 1895    | 13   |
| 2   |        | Liu Yung-fu 劉永福 Liú Yǒngfú (1837–1917) Comandant en cap  | Qinzhou, Guangdong, dinastia Qing | 5 de juny de 1895  | 21 d'octubre de 1895 | 138  |